# 하중도 (대구)
하중도(河中島)는 대구광역시 북구 노곡동 금호강에 위치한 대구광역시의 생태공원. 퇴적물이 쌓여 만들어진 222,000㎡가량의 거대한 섬이다. 북구 8경 중 1경으로 선정된 하중도는, 유채꽃과 코스모스 등 다양한 꽃이 피어나는 자연환경으로 대구 시민과 관광객들에게 큰 매력을 제공하는 휴식과 사진 촬영 명소로 자리 잡고 있다.

## 역사
하중도는 본래 농가에서 버린 폐비닐과, 쓰레기가 방치되어 있던 악취가 나는 버려진 땅이었다. 그러던 중 2009년 대구광역시에서 하중도를 생태테마공원으로 조성하는 계획을 발표하였고, 2012년까지는 채소를 무단경작하는 용도로 쓰이는 등 잡음이 있었지만, 대구시의 꾸준한 정비를 통해 현재는 봄에는 유채꽃, 가을에는 코스모스 및 갈대를 볼 수 있는 많은 시민이 찾는 관광명소가 되었다.
2020년에는 코로나-19 확산을 우려해 유채꽃 단지를 주중에만 개방하고 주말에는 전면 폐쇄한 바 있다.
2021년부터 대구시는 하중도의 명칭 변경을 추진하고 있다. 관광지로서 하중도의 인기가 높아지면서 방문객이 증가하자, 하중도를 본격적인 사계절 명소로 개발하기 위한 사업을 진행 하는 것이다. 이 과정에서 명칭 변경 절차가 시작되었으며, 후보로는 과거 농사를 지을 당시 북구 노곡동의 뜰을 뜻하는 ‘노곡섬뜰’ 부터, 하중도의 아름다운 자연환경을 표현한 '금호꽃섬', '금호강꽃섬', '금호노을섬', , '노을섬' 등이 있다.
이후 2022년 대구시민선호도 조사를 통해 하중도의 새 이름으로 '금호꽃섬'이 선정되었다.

## 환경
하중도는 매년 4월 초에 개방하여 1개월간 전시되는 유채꽃밭과, 9월에 개방하여 1개월 동안 이어지는 코스모스밭이 전국적으로 유명하다. 국가정원 지정을 추진하자는 의견이 『매일신문』과 『국민일보』에 게재된 적이 있을 정도. 하중도 인근에 위치한 금호강에는 친환경 마사토로 조성된 자전거길과 산책로가 있으며, 팔달교에서 하중도, 서변교, 에스파스, 산격대교, 공항교에 이르는 약 13㎞ 구간은 '바람코스'로도 잘 알려져 있다.

## 교통
대중교통을 이용하면 북구3, 칠곡2 노곡동 정류장에서 하차하여 도보로 약 16분 가량을 걸으면 된다.
2021년 12월 30일에 대구 하중도 도보교가 준공되면서, 공단역에서 하중도로의 접근이 가능해졌다.
공원 내 주차장은 없지만, 근처에 약 300대 가량의 주차가 가능한 노원체육공원주차장을 이용할 수 있다.

## 기타
금호강 하중도는 갱부내들이라고도 하는데, ‘갱부내들’은 강변 안에 있는 들이라는 뜻이다.
노곡교가 하중도를 통과하고, 노곡교에 계단이 설치되어 노곡교에서 내려갈 수 있게 되었다. 하중도 진입다리는 노곡교보다 100 m 서쪽에 위치한 노곡섬뜰교로, 금호강 북안에서 하중도로 연결된다.